# Гендудур
Гендудур (перс. هندودر, також романізоване як Hendūdūr ; також знаний як Ганудар, Гендудар, Генудар і Гіндудар) — місто та столиця округу Сарбанд в окрузі Шазанд провінції Марказі, Іран. За даними перепису 2006 року, його населення становило 1863 особи у складі 523 сімей.